# کارن سارگسیان (سیاست‌مدار)
کارن واهانی سارگسیان (ارمنی: Կարեն Վահանի Սարգսյան؛ ۲۷ اکتبر ۱۹۸۴) سیاستمدار اهل ارمنستان است که از تاریخ ۸ سپتامبر ۲۰۲۱ استاندار استان گغارکونیک می‌باشد< ref>"Gegharkunik".</ref>